# Batalha do Monte das Tabocas
A Batalha do Monte das Tabocas foi um confronto entre tropas holandesas e portuguesas na Guerra Luso-Holandesa no século XVII.

## História
Após a conquista de grande parte do nordeste do Brasil pela Companhia Holandesa das Índias Ocidentais (West-Indische Compagnie ou WIC) nos anos 1630-1635, os senhores donos de engenhos de açúcar portugueses perderam o controle do interior. Além disso, eles tiveram que pagar impostos muito mais altos ao WIC sobre o açúcar produzido e obtiveram lucros do que antes sob o domínio português. Já nos anos 1638-1639, ainda no início do reinado do Conde João Maurício de Nassau, eles se fomentaram em uma revolta contra o domínio dos holandeses. Após a redução do exército e a saída de João Maurício de Nassau, eles viram sua chance. Sua dívida conjunta com o WIC havia aumentado para cerca de 100 toneladas de ouro.
Vários meses após o início da revolta dos habitantes portugueses da Nova Holanda contra o domínio holandês no Brasil, ocorreu a Batalha. Em 3 de agosto de 1645, uma pequena unidade holandesa comandada pelo coronel Haus e pelo capitão Blaer, no cume rochoso de uma colina chamada Monte das Tabocas, a cerca de 50 quilômetros do Recife, encontrou uma força portuguesa de aproximadamente 1 mil homens comandada pelo líder da rebelião, João Fernandes Vieira. As forças armadas holandesas partiram para o ataque porque se consideravam muito melhor armadas do que os portugueses com os seus camaradas nativos que tinham à sua disposição armas improvisadas.
Haus fez um ataque furioso na colina que formava uma fortaleza natural em quatro ocasiões. Embora ele quase tenha conseguido tomar o monte, seus homens foram repelidos com perdas a cada vez. Afinal, os portugueses prometiam liberdade aos escravos negros em seus auxiliares se expulsassem os holandeses. Quando a luta cessou após o pôr do sol e os holandeses provavelmente perderam cerca de 200 da unidade de 700 soldados, eles decidiram recuar para a escuridão. Esta batalha marcou um ponto de virada na batalha a favor dos insurgentes portugueses.

## Relato da contenda

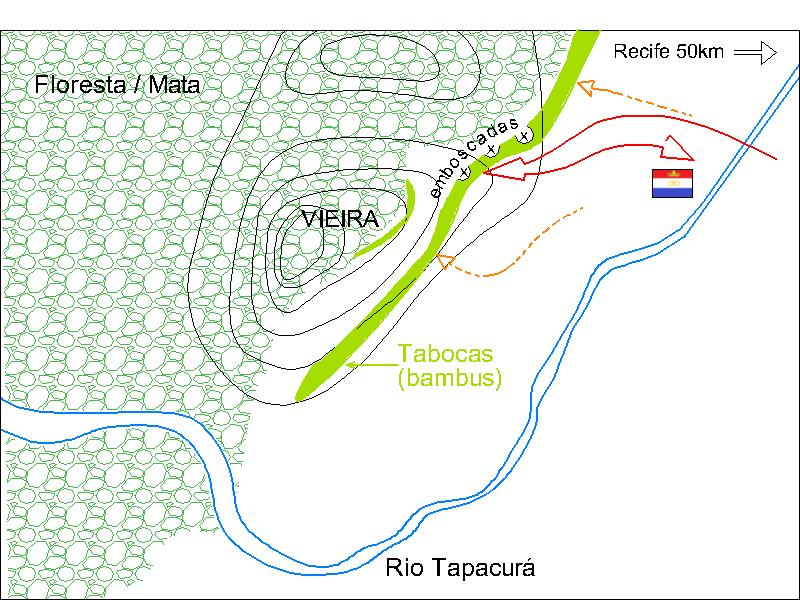
Tentativas holandesas de atravessar a barreira de bambus, onde foram armadas três emboscadas.

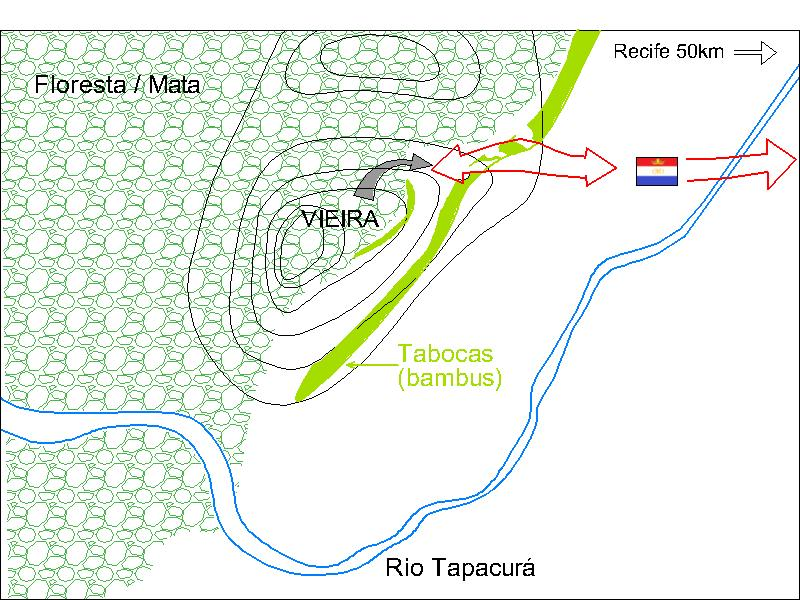
Última tentativa inimiga, ao anoitecer.

Segue uma descrição resumida da batalha, segundo o relato de Diogo Lopes Santiago, um cronista da época:
| “ | À frente de 1 500 soldados práticos e escolhidos, armados com arcabuzes e mosquetes, além dos índios tapuias seus partidários, o coronel Hendrik van Haus chegou ao sítio do monte por volta do meio-dia, tão confiante da vitória que lhe faltou cuidados na batalha. Enquanto o inimigo atravessava o rio, trinta dos nossos dispararam suas armas e vieram recuando, subindo pela trilha que leva ao monte, ao longo da qual estavam montadas três emboscadas dentro de um tabocal (bambuzal gigante) de 50 pés de largura que margeia a subida. No sopé do monte, um capitão dos mercenários fez sinal de parada e ordenou uma grande carga de mosquete, como que prevendo haver perigo por trás daquela espessa mata. Seguiu-se a isso o som das caixas e gritos dos tapuias, mais parecendo que já tinham o pleito por vencido. Pela trilha, os soldados de Dias Cardoso iam disparando, provocando os holandeses, que correram enfurecidos a subida, tão determinados que suportaram as duas danosas cargas das primeiras emboscadas, recuando apenas na última por ser a maior e por temerem que a subida fosse toda de emboscadas. Reagruparam-se em três esquadrões na campina entre o rio e o sopé do monte, enquanto nossos tiros não cessavam de dentro dos matos, sem que eles pudessem ver a procedência, conhecendo apenas os danos. Inflamado de coragem para o combate, à frente de 400 homens, portando espada e uma rodela (pequeno escudo redondo) no braço, João Fernandes Vieira desceu ladeira para enfrentar o inimigo na campina quando Dias Cardoso saiu a impedi-lo, argumentando que sua morte ali seria a ruína da rebelião. No meio da tarde, os holandeses voltaram a subir, dessa vez invadindo o tabocal, onde sofreram tanta perda de gente que recuaram sem demora. Ao fim da tarde, percebendo que já nos faltava pólvora pois nossos disparos diminuíam, e como desesperados, conseguiram ganhar as emboscadas, parecendo-nos ali tudo estar perdido. Fernandes Vieira, ao ver que haviam destruído a barreira defensiva, desceu com os seus (trinta negros, alistados em troca da liberdade, com lanças de pontas tostadas, bem como o restante da gente, mestiços em sua maioria, com facões e velhas espadas) e avançaram com tamanha fúria sobre o inimigo, na luta corpo a corpo, que esse foi forçado a descer de volta à campina, a seu pesar, com mais presteza do que subira. Aproveitando-se da escuridão e da forte chuva que caía, o Coronel van Haus ordenou a retirada, deixando muitas carroças de feridos pelo caminho. Ao amanhecer, contamos 370 inimigos mortos, fora os que foram atirados ao rio, enterrados, ou que morreram pelos matos. Ganhamos ali muitas boas armas de fogo e pólvora, pois as que tínhamos não passavam de 230, sendo muitas delas antigas e enferrujadas. | ” |